# راي دونالدسون
راي دونالدسون (بالإنجليزية: Ray Donaldson)‏ هو لاعب كرة قدم أمريكية أمريكي، ولد في 18 مايو 1958 في روما في الولايات المتحدة.

## وصلات خارجية
- راي دونالدسون على موقع مرجع كرة القدم المحترفة.كوم (الإنجليزية)